# Em Cima da Hora (Cabo Frio)
Em Cima da Hora é uma escola de samba de Cabo Frio.

## História
A Em Cima da Hora de Cabo Frio foi campeã do carnaval de Cabo Frio pela primeira vez no ano de 1987, com enredo que falava sobre o Jardim do Éden. Em 2011, foi vice-campeã, mas chegou a ser considerada campeã, devido à cassação do título da Flor da Passagem. No entanto, posteriormente, a Liga devolveu à Flor da Passagem o título.

## Segmentos

### Presidentes
| Nome        | Mandato        | Ref.  |
| ----------- | -------------- | ----- |
| João Gomes  | ? - ?          | [ 2 ] |
| Karla Pádua | ? - atualidade | [ 3 ] |

### Diretores
| Ano  | Diretor de Carnaval | Diretor geral de harmonia                                               | Mestre de bateria | Ref.  |
| ---- | ------------------- | ----------------------------------------------------------------------- | ----------------- | ----- |
| 2007 |                     | Comissão:Marcos Chaves, Jorge Alemão, Célio Fernando e Lucio da Falange |                   | [ 2 ] |
| 2012 | Jair Turra          | Marcão e Lúcio                                                          | Felipe            | [ 4 ] |
| 2017 |                     |                                                                         |                   |       |

### Coreógrafo
| Ano  | Nome | Ref. |
| ---- | ---- | ---- |
| 2015 |      |      |
| 2016 |      |      |

### Casal de Mestre-sala e Porta-bandeira
| Ano  | Nome                      | Ref. |
| ---- | ------------------------- | ---- |
| 2014 | Yuri Pires e Lohane Lemos |      |
| 2017 |                           |      |

### Rainhas de Bateria
| Período   | Rainha de Bateria  | Ref   |
| --------- | ------------------ | ----- |
| 2008-2010 | Elzinha Santa Rosa |       |
| 2011-2012 | Monique Kurts      |       |
| 2014-2015 | Ingrid Soter Souza | [ 6 ] |

## Carnavais
| Ano  | Colocação   | Grupo    | Enredo                                                             | Carnavalesco                                                                      | Intérprete | Ref           |
| ---- | ----------- | -------- | ------------------------------------------------------------------ | --------------------------------------------------------------------------------- | ---------- | ------------- |
| 1984 | 3º lugar    |          |                                                                    |                                                                                   |            |               |
| 1985 | Vice-campeã |          |                                                                    |                                                                                   |            |               |
| 1986 | Vice-campeã |          |                                                                    |                                                                                   |            |               |
| 1987 | Campeã      |          |                                                                    |                                                                                   |            |               |
| 1988 | Vice-campeã |          |                                                                    |                                                                                   |            |               |
| 2002 | 7º lugar    |          |                                                                    |                                                                                   |            |               |
| 2003 | 3º lugar    | Acesso   |                                                                    |                                                                                   |            |               |
| 2004 | Vice-campeã | Acesso   |                                                                    |                                                                                   |            |               |
| 2005 | 3º lugar    |          |                                                                    |                                                                                   |            |               |
| 2006 | 4º lugar    |          |                                                                    |                                                                                   |            |               |
| 2007 | Vice-campeã |          |                                                                    |                                                                                   |            |               |
| 2008 | Vice-campeã | Especial |                                                                    |                                                                                   |            | [ 7 ]         |
| 2009 | 4º lugar    | Especial | Índios, brancos e negros: de boca em boca essa história vai longe! |                                                                                   |            | [ 8 ]         |
| 2010 | Vice-campeã | Especial |                                                                    | Solér Viana                                                                       |            | [ 9 ]         |
| 2011 | Vice-Campeã | Especial |                                                                    |                                                                                   |            | [ 10 ] [ 11 ] |
| 2012 | Campeã      | Especial | Rio de Aurora, Rio de outrora                                      | Comissão de Carnaval: Alexandre, Marcelo, Flávio, Henrique, Constâncio e Fernando | Wellington | [ 12 ] [ 13 ] |
| 2014 | Campeã      |          |                                                                    |                                                                                   |            | [ 14 ] [ 15 ] |
| 2015 | Campeã      | Especial |                                                                    |                                                                                   |            | [ 16 ]        |

## Premiações
- Prêmio Estrelas do Samba - 2011 - Melhor rainha de bateria[5]
- Tamborim de Ouro - 2012 - Revelação (Mestre Felipe), comissão de frente, intérprete, harmonia e melhor escola.[4]